# توم كاريمانز
العقيد توم كاريمانز (بالهولندية: Thom Karremans) واسمُه الكامل توماس جاكوب بيتر كارمان (مواليد 29 ديسمبر 1948) كان قائد القوات الهولندية في سربرنيتشا أثناء وقوع مذبحة سربرنيتشا خلال حرب البوسنة والهرسك. كانت القُوات الهولندية في مُهمة للدفاع عن الجيب البوسني الذي جعلته الأمم المتحدة " منطقة آمنة "، لكنها فشلت في منع الصرب من الاستيلاء على المدينة.